# Yiyang (Luoyang)
Yiyang  (en chino, 宜阳; pinyin, Yíyáng) es un condado  bajo la administración directa de la Prefectura Luoyang en la Provincia de Henan, República Popular China.  Su área es de 1650 km² y su población total para 2010 superó los 630 mil habitantes. 

## Administración
Desde abril de 2024, el  Condado Yiyang  se divide en 16 pueblos que se administran en 1 subdistrito, 13  poblados y 2 villas.

## Toponimia
El topónimo  Yiyang se compone de los sinogramas  Yi (nombre propio) y Yang (norte), lo que da como resultado "al norte del [río] Yi". Muchos lugares de China, en el nombre llevan "Yang" porque están situadas al norte de un río (siguiendo las tradición del Feng shui con el Yin y yang).
En la antigüedad, la cabecera se ubicaba al norte del río, por lo que la llamaron Yi-yang, de ahí su nombre.